# Car Nicobar
Car Nicobar (Pū trong tiếng Car) là đảo cực bắc trong quần đảo Nicobar. Đây cũng là một trong ba đơn vị hành chính địa phương tạo nên huyện Nicobar, một phân của lãnh thổ liên bang Quần đảo Andaman và Nicobar.

## Lịch sử
Car Nicobar nằm giữa hai đảo Little Andaman và Nancowry. Vùng nằm dưới eo biển Ten-degree nằm dưới sự quản lý của Car Nicobar. Hòn đảo nói chung là bằng phẳng, tuy ở mạn bắc có vài vách đá còn trong nội địa có một cụm gò đồi nhỏ. Rìa đảo là bãi biển cát trắng cùng đất bằng từ lũ tích san hô.
So với Middle Andaman hay South Andaman, Car Nicobar là một đảo nhỏ, rộng chỉ 126,9 km2 (49,0 dặm vuông Anh).
Phân tích cho thấy đất đai nơi đây có thành phần chính là cát với đất sét làm cản trở sự phát triển cây trồng nông nghiệp. Dừa và cau là cây sản xuất chính mọc trong vùng này.

### Khí hậu
Car Nicobar mang khí hậu nhiệt đới, cách đường xích đạo chỉ 9 độ, với lượng mưa hàng năm là 400 mm. Dữ liệu trong mười năm qua cho thấy độ ẩm trung bình là 79%, nhiệt độ trung bình cao là 30,20 °C, nhiệt độ trung bình thấp là 23,00 °C.
| Dữ liệu khí hậu của Car Nicobar (1981–2010, extremes 1952–2012) | Dữ liệu khí hậu của Car Nicobar (1981–2010, extremes 1952–2012) | Dữ liệu khí hậu của Car Nicobar (1981–2010, extremes 1952–2012) | Dữ liệu khí hậu của Car Nicobar (1981–2010, extremes 1952–2012) | Dữ liệu khí hậu của Car Nicobar (1981–2010, extremes 1952–2012) | Dữ liệu khí hậu của Car Nicobar (1981–2010, extremes 1952–2012) | Dữ liệu khí hậu của Car Nicobar (1981–2010, extremes 1952–2012) | Dữ liệu khí hậu của Car Nicobar (1981–2010, extremes 1952–2012) | Dữ liệu khí hậu của Car Nicobar (1981–2010, extremes 1952–2012) | Dữ liệu khí hậu của Car Nicobar (1981–2010, extremes 1952–2012) | Dữ liệu khí hậu của Car Nicobar (1981–2010, extremes 1952–2012) | Dữ liệu khí hậu của Car Nicobar (1981–2010, extremes 1952–2012) | Dữ liệu khí hậu của Car Nicobar (1981–2010, extremes 1952–2012) | Dữ liệu khí hậu của Car Nicobar (1981–2010, extremes 1952–2012) |
| Tháng                                                           | 1                                                               | 2                                                               | 3                                                               | 4                                                               | 5                                                               | 6                                                               | 7                                                               | 8                                                               | 9                                                               | 10                                                              | 11                                                              | 12                                                              | Năm                                                             |
| --------------------------------------------------------------- | --------------------------------------------------------------- | --------------------------------------------------------------- | --------------------------------------------------------------- | --------------------------------------------------------------- | --------------------------------------------------------------- | --------------------------------------------------------------- | --------------------------------------------------------------- | --------------------------------------------------------------- | --------------------------------------------------------------- | --------------------------------------------------------------- | --------------------------------------------------------------- | --------------------------------------------------------------- | --------------------------------------------------------------- |
| Cao kỉ lục °C (°F)                                              | 34.4 (93.9)                                                     | 35.0 (95.0)                                                     | 36.0 (96.8)                                                     | 37.0 (98.6)                                                     | 38.0 (100.4)                                                    | 33.8 (92.8)                                                     | 37.0 (98.6)                                                     | 33.2 (91.8)                                                     | 33.4 (92.1)                                                     | 34.8 (94.6)                                                     | 37.0 (98.6)                                                     | 35.6 (96.1)                                                     | 38.0 (100.4)                                                    |
| Trung bình ngày tối đa °C (°F)                                  | 31.2 (88.2)                                                     | 31.7 (89.1)                                                     | 32.4 (90.3)                                                     | 32.9 (91.2)                                                     | 31.7 (89.1)                                                     | 31.1 (88.0)                                                     | 30.9 (87.6)                                                     | 30.8 (87.4)                                                     | 30.5 (86.9)                                                     | 30.6 (87.1)                                                     | 30.8 (87.4)                                                     | 30.8 (87.4)                                                     | 31.3 (88.3)                                                     |
| Tối thiểu trung bình ngày °C (°F)                               | 24.1 (75.4)                                                     | 23.3 (73.9)                                                     | 22.9 (73.2)                                                     | 23.4 (74.1)                                                     | 23.9 (75.0)                                                     | 24.6 (76.3)                                                     | 24.4 (75.9)                                                     | 24.3 (75.7)                                                     | 23.5 (74.3)                                                     | 23.4 (74.1)                                                     | 24.0 (75.2)                                                     | 23.8 (74.8)                                                     | 23.8 (74.8)                                                     |
| Thấp kỉ lục °C (°F)                                             | 11.0 (51.8)                                                     | 12.0 (53.6)                                                     | 10.9 (51.6)                                                     | 15.4 (59.7)                                                     | 16.4 (61.5)                                                     | 15.6 (60.1)                                                     | 15.6 (60.1)                                                     | 16.0 (60.8)                                                     | 15.6 (60.1)                                                     | 15.0 (59.0)                                                     | 15.3 (59.5)                                                     | 11.9 (53.4)                                                     | 11.0 (51.8)                                                     |
| Lượng mưa trung bình mm (inches)                                | 39.5 (1.56)                                                     | 35.9 (1.41)                                                     | 59.2 (2.33)                                                     | 116.1 (4.57)                                                    | 387.9 (15.27)                                                   | 265.4 (10.45)                                                   | 279.6 (11.01)                                                   | 279.5 (11.00)                                                   | 373.0 (14.69)                                                   | 293.4 (11.55)                                                   | 306.1 (12.05)                                                   | 164.6 (6.48)                                                    | 2.600,2 (102.37)                                                |
| Số ngày mưa trung bình                                          | 2.5                                                             | 1.9                                                             | 2.9                                                             | 5.2                                                             | 15.5                                                            | 12.9                                                            | 12.8                                                            | 12.5                                                            | 14.2                                                            | 14.3                                                            | 12.9                                                            | 6.6                                                             | 114.2                                                           |
| Độ ẩm tương đối trung bình (%) (at 17:30 IST)                   | 79                                                              | 76                                                              | 76                                                              | 77                                                              | 84                                                              | 85                                                              | 85                                                              | 85                                                              | 87                                                              | 88                                                              | 86                                                              | 80                                                              | 82                                                              |
| Nguồn: India Meteorological Department                          |                                                                 |                                                                 |                                                                 |                                                                 |                                                                 |                                                                 |                                                                 |                                                                 |                                                                 |                                                                 |                                                                 |                                                                 |                                                                 |